# فام هونغ لام
فام هونغ لام (بالفيتنامية: Phạm Hoàng Lâm) هو لاعب كرة قدم فيتنامي في مركز قلب الدفاع، ولد في 6 مارس 1993 في فيتنام. شارك مع منتخب فيتنام تحت 20 سنة لكرة القدم ومنتخب فيتنام تحت 23 سنة لكرة القدم. أما مع النوادي، فقد لعب مع Long An FC ‏.

## وصلات خارجية
- فام هونغ لام على موقع قاعدة بيانات كرة القدم.إي يو (الإنجليزية)
- فام هونغ لام على موقع Soccerway.com (الإنجليزية)